# Blossfeldia liliputana

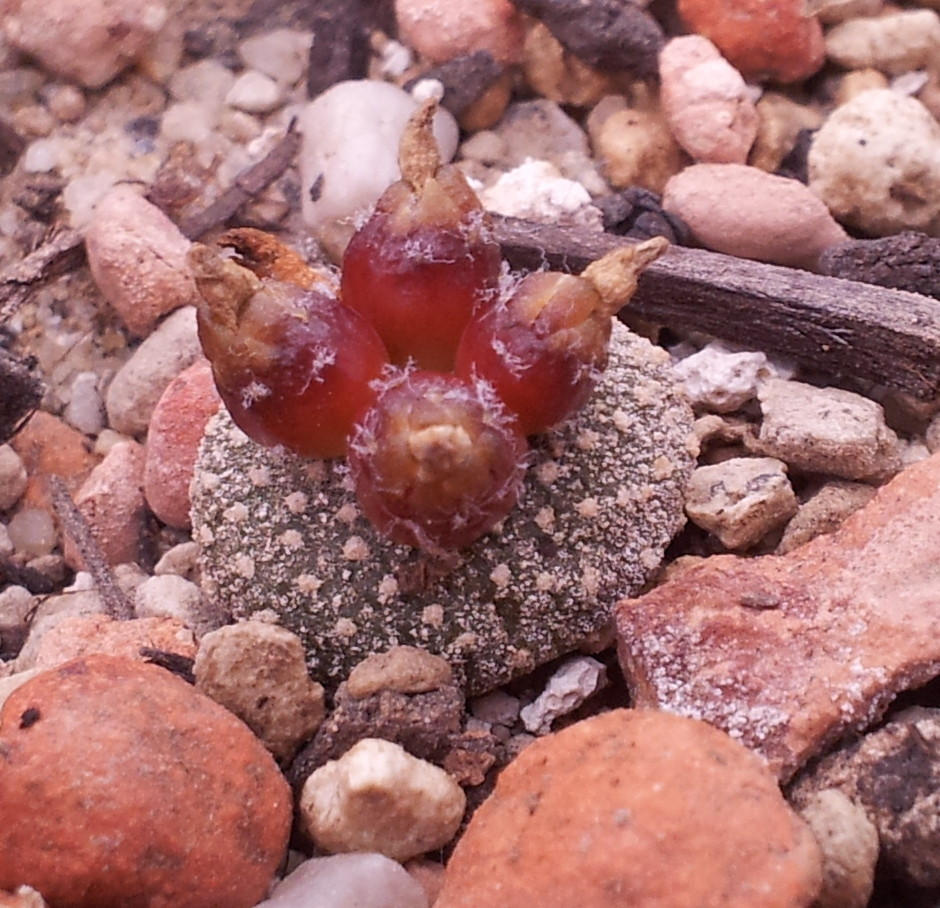
Blossfeldia liliputana mit unreifen Früchten

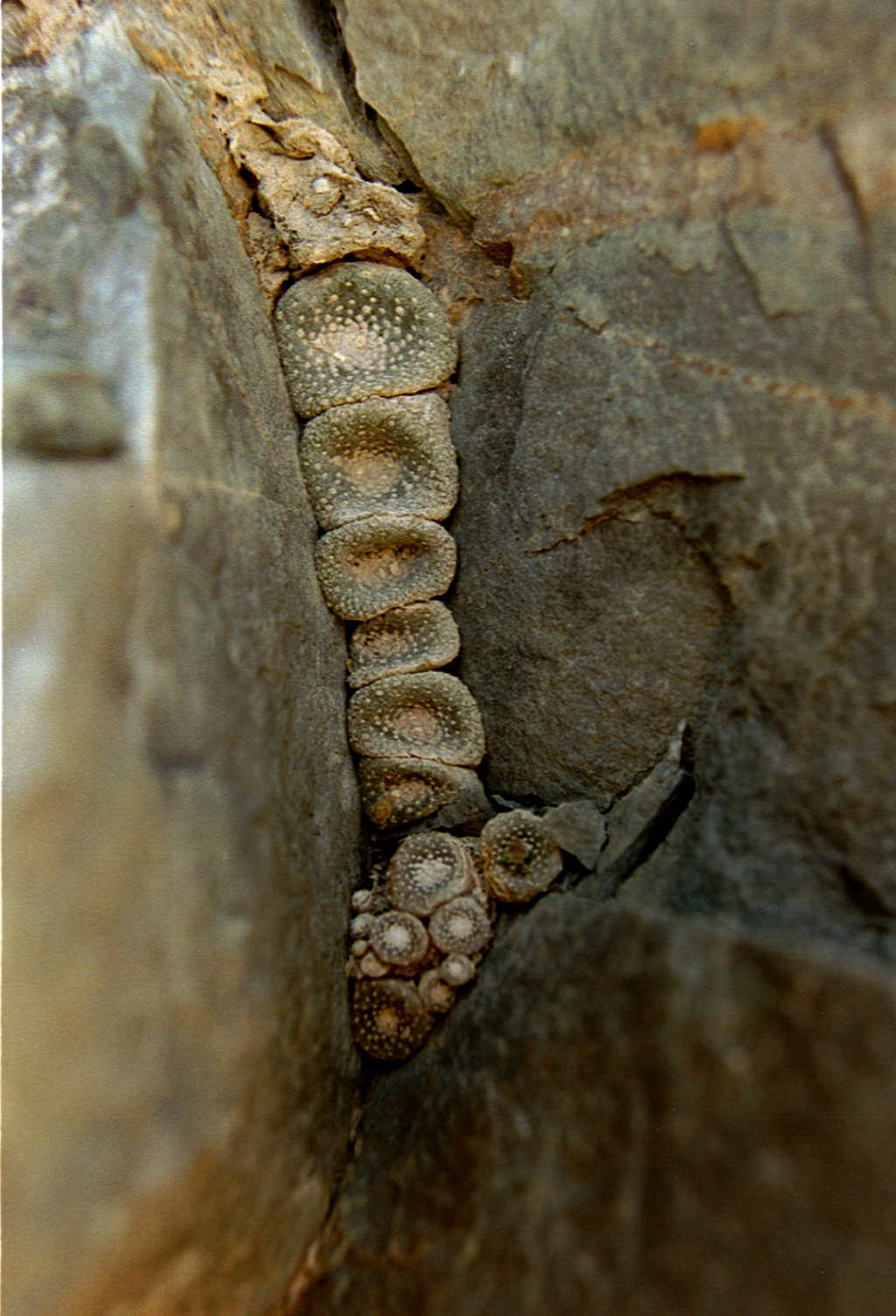
Habitatfoto, Population Purmamarca, Salta, Argentinien

Blossfeldia liliputana ist die einzige Pflanzenart der monotypischen Gattung Blossfeldia in der Familie der Kakteengewächse (Cactaceae). Sie ist die kleinste bekannte Art der Kakteengewächse. Der botanische Name ehrt Harry Blossfeld (1913–1986), einen der Entdecker der Gattung. Das Artepitheton liliputanus stammt aus dem Lateinischen, leitet sich von der Insel Liliput aus Gullivers Reisen ab und verweist auf die winzigen Pflanzenkörper.

## Beschreibung
Die sehr kleine, knopfartige Blossfeldia liliputana ist graugrün, dornenlos und hat keine Rippen oder Warzen. Sie wächst einzeln oder vielstämmig mit einem Durchmesser von bis zu 12 Millimeter.
Die Blüten erscheinen in der Nähe des Scheitels, sind 6 bis 15 Millimeter lang und haben Durchmesser zwischen 5 und 7 Millimeter. Sie haben wenige winzige Schuppen und sind etwas bewollt. Die kugelförmigen roten Früchte enthalten sehr kleine, braune, arillate Samen, deren Samenschale mit winzigen, haarartigen Emergenzen bedeckt ist.

## Verbreitung, Systematik und Gefährdung
Blossfeldia liliputana wurde 1936 durch Harry Blossfeld und Oreste Marsoner entdeckt, als sie das nördliche Argentinien erkundeten. Die Art hat ein sehr ausgedehntes Verbreitungsgebiet, das sich hauptsächlich entlang der Ostseite der Anden in Süd-Bolivien und im nord- und nordwestlichen Argentinien erstreckt. Die typischen Fundorte sind vertikale, absonnige Felswände in Schluchten, wo sich die Pflanzen in Ritzen und Spalten mit ihren kleinen Rübenwurzeln festklemmen und Sprossketten ausbilden.
Die Erstbeschreibung erfolgte 1937 durch Erich Werdermann. Ein nomenklatorisches Synonym ist Parodia liliputana (Werderm.) N.P.Taylor (1987).
Folgende Taxa wurden als Synonym in die Art einbezogen: Blossfeldia liliputana var. atrovirens hort. (ohne Jahr, nom. inval. ICBN-Artikel 29.1), Blossfeldia vallegrandensis Hort. Kníže (ohne Jahr, nom. inval. ICBN-Artikel 29.1), Blossfeldia campaniflora Backeb. (1959, nom. inval. ICBN-Artikel 37.1), Blossfeldia liliputana f. campaniflora (Backeb.) Krainz (1967, nom. inval. ICBN-Artikel 37.1), Blossfeldia liliputana var. campaniflora (Backeb.) Krainz (1975, nom. inval. ICBN-Artikel 37.1), Blossfeldia fechseri Backeb. (1962, nom. inval. ICBN-Artikel 37.1), Blossfeldia liliputana f. fechseri (Backeb.) Krainz (1967, nom. inval. ICBN-Artikel 37.1), Blossfeldia liliputana var. fechseri (Backeb.) Krainz (1975, nom. inval. ICBN-Artikel 37.1), Blossfeldia liliputana var. caineana Cárdenas (1964), Blossfeldia minima var. caineana (Cárdenas) Hort. Kníže (1987, nom. inval. ICBN-Artikel 32.1c, 33.3), Blossfeldia atroviridis F.Ritter (1965), Blossfeldia liliputana var. atroviridis (F.Ritter) Krainz (1975), Blossfeldia pedicellata F.Ritter (1965), Blossfeldia atroviridis var. intermedia F.Ritter (1980), Blossfeldia liliputana var. formosa F.Ritter (1980), Blossfeldia minima F.Ritter (1980), Blossfeldia mizqueana Hort. Kníže (1987, nom. inval. ICBN-Artikel 32.1c, 37.1), Blossfeldia subterranea Hort. Kníže (1987, nom. inval. ICBN-Artikel 32.1c, 37.1), Blossfeldia sucrensis Hort. Kníže (1987, nom. inval. ICBN-Artikel 32.1c, 37.1) und  Blossfeldia tominensis Hort. Kníže (1987, nom. inval. ICBN-Artikel 32.1c, 37.1).
In der Roten Liste gefährdeter Arten der IUCN wird die Art als „Least Concern (LC)“, d. h. als nicht gefährdet geführt.

## Nachweise

## Weiterführende Literatur
- Beat Ernst Leuenberger, Urs Eggli: Notes on the Genus Blossfeldia (Cactaceae) in Argentina. In: Haseltonia. Nummer 6, 1999, S. 2–13.
- J. D. Mauseth: Blossfeldia lacks cortical bundles and persistent epidermis; is it basal within Cactoideae? In: Bradleya. Band 24, 2006, S. 73–82 (doi:10.25223/brad.n24.2006.a7).